# Hébreu ashkénaze
Pour les articles homonymes, voir Hébreu (homonymie).
L'hébreu ashkénaze est le système de prononciation pour l'hébreu biblique et mishnaïque utilisé dans la pratique liturgique ashkénaze. Sa phonologie a été influencée par les langues avec lesquelles il est entré en contact, comme le yiddish, l'allemand et diverses langues slaves. Il existe toujours à ce jour comme un dialecte religieux, même au côté de l'hébreu moderne en Israël.

## Caractéristiques
Étant utilisé parallèlement à l'hébreu moderne, ses différences phonologiques sont clairement identifiées :
- א ʾālep̄ et  ע ʿáyin sont complètement muets dans tous les cas pour la plupart des formes de l'hébreu ashkénaze, alors qu'ils sont prononcés tous les deux comme un coup de glotte en hébreu moderne. On peut comparer Yisroeil (lituanien) ou Yisruayl (en galicien de Pologne) au Yisra'el de l'hébreu moderne. On peut citer comme cas particulier l'hébreu hollandais (et également pour des raisons historiques celui de Francfort-sur-le-Main), dans lequel 'ayin est prononcé traditionnellement comme une consonne occlusive nasale vélaire voisée ([ŋ]), probablement sous l'influence des Juifs hispano-portugais locaux.
- ת ṯāw se prononce [s] en hébreu ashkénaze, sauf en présence d'un dagesh dans le ת, cas où il se prononce [t]. il se prononce toujours [t] en hébreu moderne, comme pour Shabbos et Shabbat, ou Es et Et.
- la voyelle ṣērê /e/ se prononce [ej] (ou [aj]) en hébreu ashkénaze, mais en [e] en hébreu séfarade. L'hébreu moderne fluctue entre les deux prononciations. Voir Omein (lituanien) ou Umayn (galicien de Pologne) par rapport à Amen (hébreu moderne).
- La voyelle qāmeṣ gāḏôl /a/ se prononce [ɔ] (parfois [u]) en hébreu ashkénaze, [a] en hébreu moderne. Voir Dovid (lituanien) ou Duvid (galicien de Pologne) par rapport à David.
- La voyelle ḥôlam /o/, selon le sous-dialecte, se prononce [au], [ou], [oi], ou [ei] en hébreu ashkénaze, mais [o] en hébreu moderne, comme pour Moishe et Moshe.
- Le qubbutz ou shuruq /u/ devient parfois [i] en hébreu ashkénaze, alors que dans les autres formes, il se prononce [u] (Kíddish /  kiddúsh).
- il y a une confusion (dans les deux directions) entre un tzere final /e/ et un hiriq /i/ (Tishrei / Tishri; Sifri / Sifre).
- Dans les premiers siècles, l’accent en hébreu ashkénaze se faisait sur l’avant-dernière syllabe, plutôt que sur la dernière comme dans d’autres dialectes. Aux XVIIe et XVIIIe siècles, une campagne menée par les rabbins ashkénazes comme Jacob Emden et Gaon de Vilna afin d'encourager l’accent final en accord avec les accents écrits dans la Bible. Cette campagne fut efficace pour l’usage liturgique et la lecture de la Torah. Cependant, l’ancien usage de l’accent persiste dans la prononciation des mots hébreux en yiddish, et dans la poésie moderne première par Bialik et Tchernichovsky.

## Variantes
Il existe des différences importantes entre les prononciations lituanienne, polonaise (aussi connue sous le nom de galicienne) et allemande. Elles sont particulièrement évidentes dans la considération du ḥôlam : la prononciation allemande est [au], la polonaise est [oi] et la prononciation lituanienne est [ei]. D’autres variantes existent : ainsi, au Royaume-Uni, la tradition originale était d’utiliser la prononciation allemande, mais au fil du temps, le son de « holam » a évolué vers la prononciation locale du « o » long comme dans « toe », et certaines communautés ont abandonné la prononciation ashkénaze au profit de la séfarade. Les communautés haredim en Angleterre utilisent habituellement le polonais [oi].

## Histoire
Il existe plusieurs théories sur l'origine des différentes traditions de lecture de l'hébreu. Le clivage basique existe entre ceux qui croient que les différences apparurent en Europe médiévale et ceux qui pensent que ces différences reflètent des différences plus anciennes entre les prononciations de l'hébreu et de l'araméen existant dans les différentes régions du Croissant fertile, soit la Judée, la Galilée, la Syrie, la Mésopotamie septentrionale et la Babylonie. 
Dans le premier groupe de théories, H.J. Zimmels croyait que la prononciation ashkénaze était apparue dans l'Europe de la fin du Moyen Âge et que la prononciation prévalant en France et en Allemagne au temps des Tossafistes était similaire à la séfarade. Il s'appuyait pour cela sur le fait qu'Asher ben Jehiel, un Allemand devenu Grand-Rabbin de Tolède, n'avait jamais indiqué de différence de prononciation, bien qu'il fût normalement très sensible aux différences entre les deux communautés.
La difficulté avec le second groupe de théories est que nous ne connaissons pas de manière certaine quelles furent les prononciations dans les régions et quand et où elles divergèrent. Depuis l'expulsion des Juifs d'Espagne en 1492, si ce n'est avant, la prononciation séfarade des voyelles est devenue standard dans toutes ces régions, gommant toutes les différences qui pouvaient exister auparavant. Cela rend plus dur de trancher entre les différentes théories sur la relation entre les systèmes de prononciation contemporains et passés.
Leopold Zunz croyait que la prononciation ashkénaze dérivait de celle de la Palestine aux temps gueoniques (VIIe - XIe siècles), alors que la prononciation séfarade dérivait de celle de la Babylonie. Cette théorie était appuyée par le fait que, par certains aspects, l'hébreu ashkénaze ressemble au dialecte occidental du syriaque alors que l'hébreu séfarade à l'oriental, par exemple : Peshitta en syriaque oriental et Peshito en syriaque occidental. L'hébreu ashkénaze dans sa forme écrite ressemble également à l'hébreu palestinien dans sa tendance aux épellations masculines (voir mater lectionis).
D'autres, comme Abraham Zevi Idelsohn, croyaient que la distinction est plus ancienne et traduit la distinction entre les dialectes judéen et galiléen de l'hébreu aux temps mishnaïques (Ier - IIe siècles), la prononciation séfarade dérivant du judéen et l'ashkénaze du galiléen. Cette théorie s'appuie sur le fait que l'hébreu ashkénaze, comme l'hébreu samaritain, a perdu les sons distincts de nombreuses lettres gutturales, des références dans le Talmud indiquant que c'est un trait caractéristique du parler galiléen. Abraham Zevi Idelsohn lie la prononciation ashkénaze (et galiléenne dans sa théorie) /o/ du qamats gadol à l'influence du phénicien (cf. déplacement cananéen).
À la période massorète (VIIIe - Xe siècles), il existait trois notations distinctes pour indiquer les voyelles ainsi que d'autres détails de prononciation dans les textes bibliques et liturgiques : la babylonienne, la palestinienne et la tibérienne. Cette dernière a finalement pris le pas sur les deux autres et est toujours utilisée de nos jours.
Par certains de ses aspects, la prononciation ashkénaze correspond assez bien à la notation tibérienne : ainsi, il y a distinction entre patach et kamatz gadol, et entre segol et tzere, et le symbole kamatz ne sert pas pour rendre deux sons différents. Une variante distinctive de l’hébreu ashkénaze était en fait utilisée par les ashkénazes, avant d’être supplantée par la version standard. D’un autre côté, dans le système tibérien, tzere et holam ne sont pas des diphtongues comme dans l’hébreu ashkénaze : elles sont plus des voyelles fermées (qui correspondent parfois à des diphtongues en arabe). Pour plus de détails sur la reconstruction de la prononciation sous-jacente à la notation tibérienne, voir l’article vocalisation tibérienne.
Dans d’autres aspects, l‘hébreu ashkénaze ressemble à l'hébreu yéménite, qui est lié à la notation babylonienne. Ces caractères partagés comprennent la prononciation du kamatz gadol comme [o] et, dans le cas des Juifs lituaniens et de certains Yéménites, du holam comme [eː].  Ces caractères ne se retrouvent pas dans la prononciation hébraïque actuelle des Juifs irakiens actuels, qui a été oblitérée par l'hébreu séfarade, mais se retrouve dans certaines langues judéo-araméennes de l'Irak du nord et dans l’araméen chrétien de Syrie.

## Influence sur l’hébreu moderne
Bien que l’hébreu moderne soit basé sur l’épellation hébreu mishnaïque et sur la prononciation séfarade, la langue parlée en Israël s’est appuyée sur la phonologie de l’hébreu ashkénaze sur les aspects suivants :
- l’élimination de l’articulation pharyngale dans les lettres Ḥeth et ʿAyin.
- la conversion du resh en consonne fricative uvulaire voisée ou  roulée uvulaire voisée (voir r uvulaire) depuis une consonne battue alvéolaire voisée.
- la prononciation [eɪ] du tzere dans certains contextes (sifrey et teysha lieu des sifré et tésha séfarades).
- l'élimination du sheva vocal (zman au lieu du zĕman séfarade).
- certains des noms de lettres (yud et kuf au lieu des yod et qof séfarades).
- en parler populaire, l'accent pénultième sur les noms propres (Dvóra au lieu de Dĕvorá; Yehúda au lieu de Yehudá).
- de même manière, l'accent pénultième dans les noms ou verbes avec un suffixe de deuxième ou troisième période (katávtem [vous avez écrit] au lieu de kĕtavtém; shalom aléykhem [remerciant] au lieu de shalom alekhém)[2].

## Articles Connexes
- linguistique
  - liste de langues
    - langues par famille
      - langues afro-asiatiques
        - langues sémitiques
          - hébreu